# Формула Прони
Формула Прони́ — это исторически важная формула в гидравлике, применявшаяся для расчётов потерь напора на трение при течении жидкости по трубам. Это эмпирическая формула, полученная французом Гаспаром де Прони в XIX веке:
{\displaystyle h_{f}={\frac {L}{D}}(aV+bV^{2}),}
где
hf — потери напора на трение,
L/D — отношение длины трубы к диаметру,
V — скорость потока,
a и b — эмпирические коэффициенты, введённые для учёта трения.
В современных расчётах место формулы Прони заняла формула Дарси — Вейсбаха, при получении которой формула Прони использовалась как исходная точка.